# Ajit Pai
Ajit Varadaraj Pai (sinh ngày 10 tháng 1 năm 1973) là một luật sư người Mỹ, từng là Chủ tịch Ủy ban Truyền thông Liên bang Hoa Kỳ (FCC). Ông là người Mỹ gốc Ấn Độ đầu tiên nắm giữ chức vụ này. Ông đã từng giữ nhiều vị trí khác nhau tại FCC kể từ khi được bổ nhiệm vào ủy ban bởi Tổng thống Barack Obama vào tháng 5 năm 2012, theo đề xuất của Mitch McConnell. Ông đã được Thượng viện Hoa Kỳ chấp thuận vào ngày 7 tháng 5 năm 2012  và đã tuyên thệ nhậm chức vào ngày 14 tháng 5 năm 2012 với nhiệm kỳ 5 năm.
Vào tháng 1 năm 2017, Tổng thống Donald Trump đã bổ nhiệm Pai làm Chủ tịch FCC. Tháng 3 năm 2017, Trump thông báo rằng ông sẽ tái bổ nhiệm Pai vào chức vụ này với nhiệm kỳ 5 năm khác (lúc đó là đương kim Chủ tịch của FCC). Pai đã được Thượng viện Hoa Kỳ chấp thuận thêm nhiệm kỳ năm năm vào ngày 2 tháng 10 năm 2017. Trước khi được bổ nhiệm làm FCC, Pai giữ các chức vụ với Bộ Tư pháp, Thượng viện Hoa Kỳ, Văn phòng Luật sư của FCC và Verizon Communications.

## Tiểu sử
Ajit Pai sinh ra vào ngày 10 tháng 1 năm 1973, trong Buffalo, New York, và lớn lên ở Parsons, Kansas. Cha mẹ ông là người nhập cư Konkani từ từ Ấn Độ: Varadaraj Pai, một bác sĩ tiết niệu, và Radha Pai, một bác sĩ gây mê. Both of his parents were physicians at the county hospital.
Pai học trường trung học địa phương, Trường trung học Parsons Senior, và tốt nghiệp năm 1990. Sau đó anh theo học Đại học Harvard nơi anh tham gia Hội nghị Ngôn luận và Phát biểu của Nghị viện Harvard.  Pai tốt nghiệp từ Harvard vào năm 1994 với bằng Cử nhân với bằng danh dự về các môn học xã hội, một chuyên ngành tại Harvard được tạo ra vào năm 1960, đó là sự kết hợp liên ngành giữa khoa học chính trị, kinh tế, xã hội học, và nhân học. Sau đó anh theo học Đại học Chicago để theo học tại Đại học luật Chicago. Anh tốt nghiệp tiến sĩ năm 1997, và là biên tập viên của "University of Chicago Law Review" và đã đoạt giải Thomas J. Mulroy.

## Nghề nghiệp
Sau khi theo học tại trường luật, Pai đã làm việc cho Martin Leach-Cross Feldman của Toà án Hoa Kỳ Quận phía Đông Quận Louisiana.  Sau khi chuyển đến Washington, D.C., năm 1998, Pai làm việc cho Bộ phận chống độc quyền của Bộ Tư pháp Hoa Kỳ như là một luật sư phiên xử của Chương trình Danh dự đối với Nhóm Nhiệm vụ Viễn thông. Tại đó, ông đã làm việc về các vụ sáp nhập và mua lại đề xuất và về những yêu cầu mới về việc giảm nhẹ quy định sau khi Đạo luật Viễn thông năm 1996 được ban hành.
Pai rời khỏi Bộ Tư pháp vào tháng 2 năm 2001 để làm Trợ lý Tổng hợp của Verizon Communications Inc., nơi ông giải quyết các vấn đề về cạnh tranh, các vấn đề về quản lý và tư vấn cho các đơn vị kinh doanh về sáng kiến băng thông rộng.
Pai đã rời khỏi Verizon vào tháng 4 năm 2003 và được thuê làm Phó Chánh văn phòng cho Tiểu ban của Ủy ban Tư pháp Thượng viện Hoa Kỳ về Quản lý Hành chính và Toà án. Ông trở lại Sở Tư pháp để làm Tư vấn viên Cao cấp tại Văn phòng Chính sách Pháp lý tháng 5 năm 2004. Ông giữ chức vụ này cho đến tháng 2 năm 2005 khi ông được thuê làm cố vấn trưởng cho Tiểu ban về Hiến pháp, Quyền Công dân và Quyền sở hữu.
Từ năm 2007 đến năm 2011, Pai giữ nhiều vị trí trong Văn phòng Luật sư của FCC, phục vụ hầu hết là Phó Tổng Tư vấn. Trong vai trò này, ông đã có trách nhiệm giám sát hơn chục luật sư trong Ban Luật pháp Hành chính và đã làm việc trên nhiều vấn đề pháp lý và giao dịch khác nhau liên quan đến ngành công nghiệp không dây, đường dây, cáp, Internet, truyền thông và vệ tinh. Trong năm 2010, Pai là một trong 55 cá nhân trên toàn quốc đã được chọn vào học bổng Marshall Memorial năm 2011, một sáng kiến phát triển lãnh đạo của Quỹ Marshall của Hoa Kỳ. Pai trở lại khu vực tư nhân vào tháng 4 năm 2011, làm việc tại Washington, D.C., văn phòng công ty luật Jenner & Block, nơi ông là đối tác của Communications Practice.
Trong năm 2011, Pai sau đó được Tổng thống Barack Obama bổ nhiệm vào vị trí đảng Cộng hòa trong Ủy ban Truyền thông Liên bang theo đề nghị của nhà lãnh đạo thiểu số Mitch McConnell. Ông đã được Thượng viện Hoa Kỳ đồng ý vào ngày 7 tháng 5 năm 2012 và đã tuyên thệ nhậm chức vào ngày 14 tháng 5 năm 2012 cho một nhiệm kỳ kết thúc vào ngày 30 tháng 6 năm 2016. Sau đó Pai được Tổng thống Donald Trump chỉ định làm chủ tịch FCC vào tháng 1 năm 2017 với nhiệm kỳ 5 năm. Ông đã được Thượng viện Hoa Kỳ chấp thuận nhiệm kỳ năm năm bổ sung vào ngày 2 tháng 10 năm 2017. 

### Tính trung lập Internet ở Hoa Kỳ
Pai đã bỏ phiếu chống lại lệnh mở Internet năm 2015 của FCC, phân loại dịch vụ Internet theo Điều II của Đạo luật Thông tin Liên lạc năm 1934, khiến các nhà cung cấp dịch vụ nhất định không "bất kỳ sự phân biệt nào không công bằng hoặc bất hợp lý trong các cáo buộc, phí tổn, dịch vụ ". Ông đã nói vào tháng 12 năm 2016 rằng ông tin rằng" Ngày được đánh số "theo Tuyên bố của New York Times  và được tờ New York Times miêu tả như là một yếu tố thúc đẩy áp dụng luật viễn thông và giới hạn về quyền hạn của FCC.
Là chủ tịch, ông cũng đã đóng một cuộc điều tra về thực tiễn đánh giá không bằng cách cung cấp các nhà cung cấp không dây T-Mobile, AT&T và Verizon. Vào ngày 18 tháng 5 năm 2017, Ủy ban Truyền thông Liên bang đã thực hiện bước chính thức đầu tiên nhằm dỡ bỏ các quy tắc tính trung lập Internet ở Hoa Kỳ.